# Suikerfreule (film)
Suikerfreule, ook uitgebracht als De Verjongingskuur, is een Nederlandse film uit 1935 onder regie van Haro van Peski. De film is gebaseerd op het gelijknamige toneelstuk van Henri van Wermeskerken.

## Verhaal
Weduwnaar Dirk van der Kooy woont al geruime tijd in Nederland, hoewel hij een groot deel van zijn leven heeft doorgebracht in Nederlands-Indië. Hij hertrouwt en gaat later met verlof om zijn dochter op te zoeken in Nederlands-Indië. Hij gaat er aan de slag als functionaris van een suikerfabriek. Wat Dirk niet weet, is dat zijn vrouw hem gevolgd heeft naar het land en gechoqueerd is als ze tot de ontdekking komt dat hij een dochter heeft uit een vorig huwelijk. Dit leidt tot persoonsverwisselingen en misverstanden.

## Rolbezetting
| Acteur                       | Personage                                     |
| ---------------------------- | --------------------------------------------- |
| Johan Elsensohn              | Dirk van der Kooy                             |
| Louis de Bree                | Schuit                                        |
| Annie van Duyn               | Dolly van der Kooy                            |
| Aaf Bouber                   | Betje van der Kooy                            |
| Louis Borel                  | Hans Vermeer                                  |
| Hans van Meerten             | Jkr. Hendrik van Wielandt                     |
| Elias van Praag              | Donkersloot, vriend van Wielandt              |
| Jacqueline Royaards-Sandberg | Freule Helène                                 |
| Hans Vermeer                 | Fabricagechef op de suikerfabriek             |
| Mien Duymaer van Twist       | Directrice van meisjespensionaat in Soerabaja |
| Corry Vonk                   | Vriendin van Betje van der Kooy               |
| Marie van Westerhoven        | Vriendin van Betje van der Kooy               |
| Juliette Roos                | Vriendin van Betje van der Kooy               |
| Adriënne Solser              | Vriendin van Betje van der Kooy               |
| Louis Gimberg                | Commissaris van suikerfabriek                 |
| Kommer Kleyn                 | Commissaris van suikerfabriek                 |
| Ellen Durieux                |                                               |
| Rini Otte                    |                                               |

## Achtergrond
Hoewel de film zich merendeels afspeelt in Nederlands-Indië werd hij in Nederland opgenomen. Om de juiste sfeer te creëren werden er speciaal decors gemaakt bij de filmstudio Cinétone. Daarnaast vonden de buitenopnamen deels plaats in Java, maar ook op Schiphol en in IJmuiden. Op 14 november 1935 ging de film in Nederlands-Indië in première. Een Nederlandse release volgde een dag later. Al snel ontstonden er plannen voor een Duitse verfilming, die Adèle Sandrock en Ida Wüst in de hoofdrollen zou hebben. Deze plannen werden nooit gerealiseerd.